# 대한민국 제21대 국회의원 선거 미래한국당 후보 목록
다음은 대한민국 제21대 국회의원 선거 미래한국당 후보 목록이다. 2020년 3월 15일 기준으로, 미래한국당 비례대표 후보 명단과 순번이 발표되었지만, 3월 18일 대의원 선거인단 투표에서 비례대표 후보명단이 부결되어서 전면 무효화되었다. 2020년 3월 23일 선거인단 투표가 끝난 뒤 최고위원회 의결되면 최종확정될 것이다.

## 비례대표
| 순번 | 후보자 | 경력                                                           |
| ---- | ------ | -------------------------------------------------------------- |
| 1    | 윤주경 | 전 독립기념관장                                                |
| 2    | 윤창현 | 전 한국금융연구원장                                            |
| 3    | 한무경 | 전 한국여성경제인협회장                                        |
| 4    | 이종성 | 전 한국지체장애인협회 사무총장                                 |
| 5    | 조수진 | 전 동아일보 논설위원                                           |
| 6    | 조태용 | 전 외교부 1차관                                                |
| 7    | 정경희 | 전 국사편찬위원                                                |
| 8    | 신원식 | 전 육군 수도방위사령관                                         |
| 9    | 조명희 | 대통령 소속 국가우주위원회 위원                                |
| 10   | 박대수 | 전 한국노총 서울지역본부 의장                                  |
| 11   | 김예지 | 시각장애인 피아니스트                                          |
| 12   | 지성호 | 북한인권단체 나우(NAUH) 대표이사                               |
| 13   | 이영   | 전 한국여성벤처협회 회장                                       |
| 14   | 최승재 | 소상공인생존권운동연대 대표                                    |
| 15   | 전주혜 | 전 서울중앙지방법원 부장판사                                   |
| 16   | 정운천 | 제20대 국회의원(전북 전주 을)(미래한국당 최고위원)             |
| 17   | 서정숙 | 한국여약사회장                                                 |
| 18   | 이용   | 봅슬레이 스켈레톤 국가대표 총감독                              |
| 19   | 허은아 | 한국이미지전략연구소장                                         |
| 20   | 노용호 | 미래한국당 당무총괄국장                                        |
| 21   | 최영희 | 대한미용사중앙회 회장                                          |
| 22   | 우신구 | 한국자동차부품판매업협동조합 이사장                            |
| 23   | 김은희 | 테니스 선수 및 코치                                            |
| 24   | 하재주 | 한국원자력연구원 원장                                          |
| 25   | 박현정 | 전 삼성생명 전무                                               |
| 26   | 권신일 | 에델만코리아 수석부사장                                        |
| 27   | 백현주 | 서울신문NTN 대표                                               |
| 28   | 남영호 | 사막무동력횡단 세계기록 보유 탐험가                            |
| 29   | 문혜정 | 새누리당(미래통합당의 전신) 부대변인, 여의도연구원 부원장      |
| 30   | 박대성 | 페이스북 한국·일본 대외정책 부사장                             |
| 31   | 정선미 | 한반도 인권과 통일을 위한 변호사모임 사무처장                  |
| 32   | 김보람 | 인사이트 CCO 최고컨텐츠책임자                                  |
| 33   | 권순영 | 전 고양시의원(새누리당, 자유한국당), 대한민국상이군경회 부회장 |
| 34   | 이종헌 | 팜한농 노무관리자                                              |
| 35   | 서안순 | 미주중서부한인회 연합회장                                      |
| 36   | 김영근 | 전 새누리당(미래통합당의 전신) 국제위원회 부위원장             |
| 37   | 김경애 | 대한간호협회 자문위원                                          |
| 38   | 신민아 | 베리타움 대표                                                  |
| 39   | 김란숙 | 연세대공학연수원 교수                                          |

## 같이 보기
- 대한민국 제21대 국회의원 선거
- 대한민국 제21대 국회의원 선거 미래통합당 후보 목록

- 대한민국 제21대 국회의원 선거 미래통합당 결과